# Хиропрактика
Хиропра́ктика (от др.-греч. χείρ «рука») — псевдонаука, одна из форм альтернативной медицины, основные принципы которой заключаются в (теоретической) постановке диагноза и лечения с помощью манипулирования опорно-двигательным аппаратом, особенно позвоночником. Хиропрактика использует мануальную терапию, в том числе манипулирование позвоночником, суставами и мягкими тканями, а также физические упражнения и консультирование по образу жизни. Традиционная хиропрактика, основанная на витализме, предполагает, что проблемы позвоночника влияют на общие функции организма и на так называемый «врождённый интеллект». Такой подход является предметом критики доказательной медицины.
Несмотря на полную ненаучность, хиропрактика популярна поныне, в США в 2010 году насчитывалось около 100 000 хиропрактиков.

## История
Хиропрактику придумал в 1895 году магнитотерапевт из Айовы Даниэль Дэвид Палмер. По словам Палмера, в попытке вылечить магнитотерапией глухоту у Харви Лилларда, Палмер заметил бугор на шее пациента, уговорил его подвергнуться новой процедуре — «вправить позвонок» и, вскоре после этого, «мистер Лиллард смог слышать, как прежде». Однако описанное воздействие никак не могло вернуть слух пациенту, поскольку слуховой нерв сквозь шею не проходит (Палмер об этом не знал).
Впоследствии Палмер открыл в Давенпорте школу хиропрактики.
Сын Д. Палмера Бартлет Джошуа Палмер (англ. Bartlett Joshua Palmer) помогал отцу распространять хиропрактику в начале XX века. Некоторые современные хиропрактические терапии теперь включают обычные медицинские методы, такие как физические упражнения, массаж и криотерапию в дополнение к традиционным виталистическим основам хиропрактики. Хиропрактика широко распространена в США, Канаде и Австралии. Она частично пересекается с другими профессиями мануальной терапии, включая массаж, остеопатию и физиотерапию. Методы хиропрактики наиболее часто используются для лечения люмбаго.
Отец и сын Палмеры отвергали микробную теорию инфекций.
Хиропрактики, начиная с Д. Палмера, считают причиной всех заразных болезней нарушения энергетического потока, исходящего из мозга, которые, по этому мнению, можно устранить манипуляциями на позвоночнике. Об оспе Палмер утверждал, что её причиной является «подвывих позвонка», что «не бывает никаких заразных болезней» и «не бывает никаких инфекций».
Хиропрактики отрицают не только инфекционные агенты, но и вакцинацию — являются антипрививочниками.
На протяжении всей своей истории хиропрактика сражалась с медициной и опиралась на псевдонаучные идеи. Несмотря на общий консенсус специалистов общественного здравоохранения в отношении преимуществ вакцинации, существуют значительные разногласия между хиропрактиками, что привело к негативному воздействию на вакцинацию и принятию хиропрактики. Американская медицинская ассоциация бойкотировала хиропрактику до 1987 года, но в последние десятилетия хиропрактика развила мощную политическую базу и устойчивый спрос на свои услуги. Были разработаны протоколы диагностики и лечения для этой профессии, и они охватили большинство планов в области здравоохранения в Соединённых Штатах. Исследования хиропрактики выявили, что это абсолютно неэффективное лечение, за исключением лечения люмбаго. Соотношение стоимость/эффективность для хиропрактики неизвестно. Доказательства, опубликованные практиками, показали безопасность терапии, но нет систематических обзоров, а количество нежелательных результатов неизвестно. Есть сообщения о нежелательных эффектах (от лёгких до серьезных), а в редких случаях — о тяжёлых или смертельных осложнениях.

## Концепция
Хиропрактика является одной из форм альтернативной медицины, которая сосредотачивается на манипуляциях с опорно-двигательным аппаратом, особенно с позвоночником. Её основатель, Палмер, называл её «наукой об исцелениях без лекарств». Истоки хиропрактики лежат в народной практике костоправства, которая по мере своего развития включила в себя элементы витализма и различных духовных практик. Хиропрактики основывают свою работу на дедукции из исторической доктрины этой профессии, которая сделала хиропрактику легко отличимой от медицины. Это различие помогло обеспечить правовую и политическую оборону от попыток заниматься медицинской практикой без лицензии, и позволило хиропрактикам утвердиться в качестве отдельной профессии.
Традиционная хиропрактика отклоняет рассуждения, основанные на выводе и материализм научного метода. Современная хиропрактика разделилась на два основных направления. Хиропрактики, которые до сих пор придерживаются традиционного подхода к хиропрактике, называются «прямыми», а хиропрактики, которые включают научные исследования в хиропрактике, называются «смешанными».
Около 80 % современных хиропрактиков являются «смешанными», сочетая научный редукционизм с метафизикой своих предшественников и с парадигмой целостного хорошего здоровья. В 2008 году один из комментаторов предложил отделить хиропрактику от философии чтобы ограничить непроверяемые догмы и заняться критическим мышлением и доказательными исследованиями.
Хотя среди хиропрактиков существует широкое разнообразие идей, все они разделяют мнение о том, что позвоночник и здоровье связаны коренным образом, и что эта связь опосредуется через нервную систему. Хиропрактики изучают биомеханику, структуру и функцию позвоночника, вместе с его влиянием на опорно-двигательный аппарат и нервную систему и то, как, по их мнению, он должен влиять на здоровье и на болезни. Некоторые хиропрактики говорят, что манипуляции с позвоночником могут оказывать влияние на различные заболевания, такие как синдром раздражённого кишечника и бронхиальная астма.
Философия хиропрактики включает в себя следующие аспекты:
- Холизм предполагает, что здоровье зависит от всех составляющих окружающей среды индивида; некоторые источники также включают в это понятие духовный или экзистенциальный аспект[16]. В противоположность этому, редукционизм в хиропрактике сводит причины и пути преодоления проблем со здоровьем к одному фактору: позвоночному подвывиху[англ.][12].
- Консерватизм рассматривает баланс рисков и преимуществ клинических вмешательств. Он делает акцент на неинвазивном лечении для минимизации риска и избегает хирургического вмешательства и лекарств[14].
- Гомеостаз делает акцент на внутренних способностях самовосстановления организма. Понятие «врождённого интеллекта» в хиропрактике может рассматриваться как метафора для гомеостаза[10].
- «Прямые» хиропрактики, как правило, используют подход, ориентированный на перспективу хиропрактика и модели лечения, в то время как «смешанные» хиропрактики сосредотачиваются на пациенте и на его ситуации[11].

### «Прямые» и «смешанные» хиропрактики
«Прямые» хиропрактики придерживаются философских принципов, изложенных Даниэлем и Барни Палмерами, и сохраняют метафизические определения и виталистические качества ранней хиропрактики. «Прямые» хиропрактики верят, что «позвоночный подвывих» приводит к интерференции с «врождённым интеллектом», которая оказывает влияние через нервную систему человека и является одним из основных сдерживающих факторов риска для многих заболеваний. «Прямые» хиропрактики рассматривают медицинский диагноз жалоб пациентов (которые они считают «вторичными эффектами» подвывихов) ненужным для хиропрактического лечения. Таким образом, «Прямые» хиропрактики обеспокоены в первую очередь выявлением и коррекцией подвывиха позвоночника с помощью настроек и не «смешивают» другие виды терапии со своим стилем практики. Их философия и объяснения являются метафизическими по своей природе, и они предпочитают использовать традиционную для хиропрактики терминологическую лексику (то есть выполнять спинной анализ, выявлять подвывих, правильно регулировать и т. д.). Они предпочитают отделять себя от основного здравоохранения и от медицинской науки. Хотя они рассматриваются как меньшинство, «они смогли преобразовать свой статус пуристов и наследников клана во влияние, которое непропорционально превосходит их численность».
«Смешанные» хиропрактики «смешивают» диагностические и лечебные подходы остеопатии, медицины и хиропрактики. В отличие от «прямых» хиропрактиков, «смешанные» верят, что подвывих является одним из многих причин заболевания, и они используют в своей практике основную медицинскую диагностику и многие процедуры, включая обычные методы физиотерапии, такие как физические упражнения, массаж, аккумуляторы холода, и влажное тепло, наряду с пищевыми добавками, акупунктурой, гомеопатией, растительными лекарственными средствами и биологической обратной связью. «Смешанные» хиропрактики, как правило, открыты для основной медицины.
Хотя «смешанных» хиропрактиков большинство, многие из них сохраняют веру в позвоночный подвывих, как показано в опросе 2003 года 1100 североамериканских хиропрактиков, которое показало, что 88 % хотели бы сохранить термин «сложный позвоночный подвывих», и что, когда их просят оценить процент расстройств внутренних органов (таких как сердце, лёгкие или желудок), в которые подвывих вносит значительный вклад, то в среднем ответ был 62 %. Опрос 2008 года 6000 американских хиропрактиков показал, что большинство хиропрактиков считают, что клинический подход, основанный на подвывихе, может быть ограниченно применён для лечения болезней внутренних органов, и в значительной степени приветствовали клинические подходы не на основе подвывиха для таких болезней. Этот же опрос показал, что большинство хиропрактиков в основном верят, что основная часть их клинического подхода для лечения болезней опорно-двигательного аппарата и биомеханических нарушений, таких как боль в спине, была основана на подвывихе.

### Позвоночный подвывих
Даниэль Дэвид Палмер выдвинул гипотезу, что нарушения соосности позвоночника, которые он назвал позвоночными подвывихами, мешают функциям организма и его врождённой (природной) способности самоисцеления. Даниэль Дэвид Палмер отказался от своей ранней теории о том, что позвоночные подвывихи вызваны защемлёнными нервами в межпозвонковом пространстве, в пользу теории о подвывихах, вызывающих изменённую вибрацию нервов: либо слишком напряжённую, либо слишком слабую, влияющую на «тонус» (здоровье) конечного органа. Даниэль Дэвид Палмер, используя виталистический подход, внедрил термин «подвывих», имеющий метафизический и философский смысл. При этом, говоря о подвывихе, он отмечал, что знание о «врождённом интеллекте» не является основным для грамотного применения хиропрактики. Эта концепция впоследствии была расширена его сыном, Бартлетом Джошуа Палмером, и сыграла важную роль в обеспечении правовой основы дифференциации между хиропрактикой и медициной. В 1910 году Даниэль Дэвид Палмер выдвинул теорию о том, что нервная система контролирует здоровье:
«Физиологи разделяют нервные волокна, которые образуют нервы, на два класса: афферентные и эфферентные. Чувства создаются в периферийных афферентных нервных волокнах; они создают ощущения, которые передаются в центр нервной системы. Эфферентные нервные волокна передают импульсы из центра [нервной системы] к нервным окончаниям. Большинство из этих импульсов идёт к мышцам и поэтому они называются двигательными импульсами, некоторые из них являются секреторными и управляют железами; часть импульсов являются задерживающими: их функция состоит в том, чтобы сдерживать секрецию. Таким образом, нервы передают импульсы наружу и ощущения вовнутрь. Активность этих нервов, или точнее нервных волокон, может становиться возбуждённой или подавленной из-за удара, результатом чего является изменение функциональности — слишком высокая или недостаточная активность — которое является болезнью»

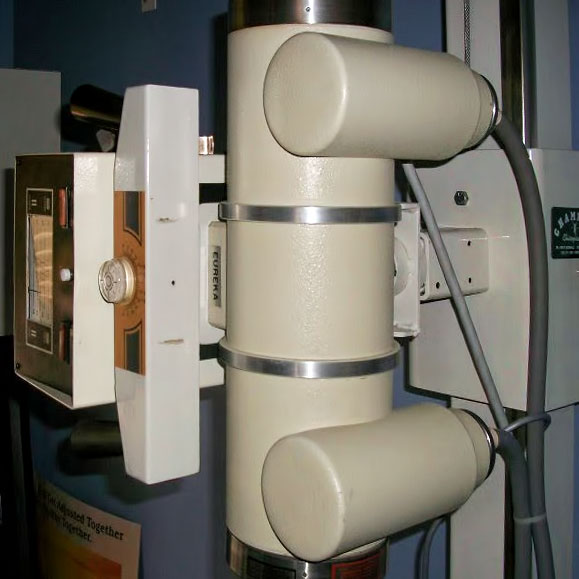
Хиропрактики используют рентгенографию для изучения структуры костей пациента

Позвоночный подвывих, ключевое понятие традиционной хиропрактики, является безосновательным и непроверенным, а спор о том, использовать ли его в парадигме хиропрактики ведётся на протяжении десятилетий. В целом, критики традиционной хиропрактики, основанной на подвывихе (в том числе и сами хиропрактики) скептически относятся к его клиническому значению, догматической вере в него и к метафизическому подходу. В то время как «прямые» хиропрактики всё ещё сохраняют верность традиционной виталистической концепции, поддержанной основателями хиропрактики, хиропрактика, опирающаяся на факты, предполагает, что механистический подход позволит хиропрактике интегрироваться в более широкое медицинское сообщество. Это продолжает оставаться предметом дискуссий среди хиропрактиков, также как и среди некоторых школ хиропрактики, которые всё ещё преподают традиционную хиропрактику, основанную на учении о подвывихе, а другие перешли к хиропрактике, опирающейся на факты, которая отвергает метафизические основы хиропрактики и ограничивается изучением опорно-двигательного аппарата.
В 2005 году понятие подвывиха в хиропрактике было определено Всемирной организацией здравоохранения как «повреждение или дисфункция в суставе или подвижном сегменте, в котором выравнивание, целостность движения и/или физиологические функции изменяются, хотя контакт между суставными поверхностями остаётся неизменным. По существу, это функциональный объект, который может влиять на биомеханическую и невральную целостность». Это отличается от медицинского определения подвывиха как важного структурного смещения, которое можно увидеть с помощью статических методов визуализации, таких как рентгенография. В книге Трюк или лечение сказано: «Рентгеновские лучи не могут выявить ни подвывихов, ни „врождённого интеллекта“, ассоциируемых с философией хиропрактики, потому что их не существует». Адвокат Дэвид Чепмен-Смит (англ. David Chapman-Smith), Генеральный секретарь Всемирной федерации хиропрактики, заявил, что «Медицинские критики спрашивают, как там может быть подвывих если его нельзя увидеть на рентгене. Ответ в том, что подвывих в хиропрактике является по сути функциональным объектом, а не структурным, и, следовательно, является не более видимым на статической рентгенографии, чем хромота или головная боль или любая другая функциональная проблема». Генеральный Совет по хиропрактике, установленный законом регулирующий орган для хиропрактиков в Великобритании, утверждает, что пунктик о позвоночном подвывихе в хиропрактике «не поддерживается какими-либо результатами клинических исследований, которые позволили бы сделать заявления о том, что это является причиной заболевания».